# Accept (Accept)
Accept is het debuutalbum van de Duitse gelijknamige metalband.
Het album werd geen groot succes. Dit kwam vooral door de slechte productie van het album. Bovendien had de band nog geen "eigen stijl" ontwikkeld.

## Nummers
1. Lady Lou (3:02)
2. Tired of Me (3:15)
3. Seawinds (4:32)
4. Take Him in My Heart (3:32)
5. Sounds of War (4:38)
6. Free Me Now (3:02)
7. Glad to Be Alone (5:14)
8. That's Rock 'N' Roll (2:53)
9. Helldriver (2:42)
10. Street Fighter (3:28)

## Bezetting
- Udo Dirkschneider - zang
- Wolf Hoffmann - gitaar
- Jörg Fischer - gitaar
- Peter Baltes - basgitaar
- Frank Friedrich - drums